# Sol29
Sol29 je debutové album italské progressive rockové skupiny Nosound. Vydáno bylo v březnu 2005 vlastním nákladem skupiny. Tu v této době představovali pouze dva hudebníci, multiinstrumentalista a zpěvák Giancarlo Erra, který je také autorem všech skladeb, a baskytarista Alessandro Luci.
V roce 2008 vyšla ve vydavatelství Burning Shed (při příležitosti uvedení na trh druhého alba Lightdark) remasterovaná a rozšířená edice desky Sol29. Poslední verze Sol29 (s odlišným přebalem) pochází z roku 2010, kdy ji vydalo vydavatelství Kscope. Kromě nově remasterovaného a rozšířeného alba obsahuje také DVD s původním mixem Sol29 z roku 2005 a čtyřmi videi.

## Seznam skladeb
Všechny skladby napsal(i) Giancarlo Erra. 
| Pořadí         | Název                     | Délka |
| -------------- | ------------------------- | ----- |
| 1.             | In the White Air          | 6:57  |
| 2.             | Wearing Lies on Your Lips | 4:20  |
| 3.             | The Child's Game          | 2:46  |
| 4.             | The Moment She Knew       | 9:39  |
| 5.             | Waves of Time             | 2:07  |
| 6.             | Overloaded                | 6:13  |
| 7.             | The Broken Parts          | 6:24  |
| 8.             | Idle End                  | 9:43  |
| 9.             | Hope for the Future       | 5:57  |
| 10.            | Sol29                     | 10:01 |
| Celková délka: | Celková délka:            | 64:07 |

| Edice 2008     | Edice 2008           | Edice 2008 |
| Pořadí         | Název                | Délka      |
| -------------- | -------------------- | ---------- |
| 10.            | The Red Song         | 3:57       |
| 11.            | The World Is Outside | 5:11       |
| 12.            | Sol29                | 10:02      |
| Celková délka: | Celková délka:       | 73:16      |

| Edice 2010     | Edice 2010           | Edice 2010 |
| Pořadí         | Název                | Délka      |
| -------------- | -------------------- | ---------- |
| 11.            | Idae14               | 3:24       |
| 12.            | The Red Song         | 3:57       |
| 13.            | The World Is Outside | 5:11       |
| Celková délka: | Celková délka:       | 76:40      |

## Obsazení
- Nosound
  - Giancarlo Erra – zpěv, všechny nástroje, programování
  - Alessandro Luci – baskytara (ve skladbách „Wearing Lies on Your Lips“, „The Moment She Knew“ a „Overloaded“)